# Les Comédiens (film, 1967)
Pour les articles homonymes, voir Les Comédiens.
Pour plus de détails, voir Fiche technique et Distribution.
Les Comédiens (The Comedians) est un film franco-américain réalisé par Peter Glenville sorti en 1967.

## Synopsis
À Haïti, sous la dictature de Papa Doc, un petit groupe de rebelles essaie de s'opposer à la tyrannie. Un navire arrive à Port-au-Prince, et quatre passagers seulement en descendent. Brown est un homme cynique qui revient à Haïti pour rouvrir son ancien hôtel et chercher à renouer sa relation avec Martha Pineda, la femme d'un ambassadeur d'un pays d'Amérique du Sud. M. et Mme Smith sont des Américains qui veulent ouvrir un centre végétarien. Le Major Jones est un Britannique qui ne cesse de raconter ses aventures militaires en Birmanie. À peine arrivé, Jones est jeté en prison. Peu de temps après, Brown trouve dans la piscine vide de l'hôtel le corps d'un ancien ministre. Les Smith se rendent aux funérailles du ministre et sont témoins des violences faites à sa veuve par les Tontons Macoutes. 
Indignés, ils persuadent Brown de les aider à faire libérer Jones. Ils y arrivent, mais ils ne savent pas qu'en fait Jones a fait un marché avec les Tontons pour leur procurer des armes et des munitions en provenance de Miami. Les Smith se sentent inutiles et retournent aux États-Unis. Jones se rend compte qu'il ne peut pas faire venir les armes promises et cherche refuge chez les Pineda. Brown pousse Jones à aider les rebelles menés par Henri Philipot, le neveu du ministre assassiné. Lors d'une rencontre dans la résidence des Pineda, le Docteur Magiot, un patriote haïtien, arrange le départ de Jones pour les collines, et demande en vain l'aide de Brown. Magiot est tué par les Tontons Macoutes ; Jones, déguisé en femme, se rend au rendez-vous prévu avec les rebelles dans un cimetière, accompagné de Brown. 
Ils attendent toute la nuit, et Jones confesse à Brown que tout son passé militaire est faux et qu'il veut réussir cette mission pour au moins faire une fois dans sa vie quelque chose de valable. À l'aube, les deux hommes sont découverts et Jones est abattu. Mais les rebelles arrivent à temps pour sauver Brown et tuer les Macoutes. Brown laisse finalement Henri Philipot le persuader de prendre la place de Jones pour redonner confiance aux rebelles dans leur combat désespéré pour la liberté. 
À bord de l'avion qui l'emmène avec son mari loin de cette île, Martha se demande ce qu'il advient de son ancien amant.

## Fiche technique
- Titre original : The Comedians
- Titre français : Les Comédiens
- Réalisateur : Peter Glenville
- Scénariste : Graham Greene d'après son roman The Comedians
- Direction artistique : François de Lamothe
- Décors : Robert Christides
- Costumes : Tiziani
- Photographie : Henri Decaë, assisté d'Ernest Day (cadreur)
- Son : Cyril Swern
- Montage : Françoise Javet
- Musique : Laurence Rosenthal
- Production : Peter Glenville
- Sociétés de production : Metro-Goldwyn-Mayer, Maximilian Productions, Trianon Productions
- Société de distribution : Metro-Goldwyn-Mayer
- Pays d'origine :  États-Unis,  France
- Langue originale : anglais, français, créole haïtien, espagnol
- Format : couleur (Metrocolor) — 70 mm — 2,20:1 (Panavision) — son Stéréo
- Genre : drame
- Durée : 150 minutes
- Date de sortie :
  - États-Unis : 31 octobre 1967
  - France : 14 février 1968

## Distribution
- Richard Burton (VF : Michel Gatineau) : Brown
- Elizabeth Taylor (VF : Nelly Benedetti) : Martha Pineda
- Alec Guinness (VF : Jacques Thébault) : Major H.O. Jones
- Peter Ustinov (VF : Lui-même) : Ambassadeur Manuel Pineda
- Paul Ford (VF : Duncan Elliott) : M. Smith
- Lillian Gish (VF : Jacqueline Porel) : Mme Smith
- Georg Stanford Brown (VF : Sady Rebbot) : Henri Philipot
- Roscoe Lee Browne (VF : Bachir Touré) : Petit Pierre
- Gloria Foster : Mme Philipot
- James Earl Jones (VF : Jean Violette) : Dr Magiot
- Zakes Mokae : Michel
- Douta Seck : Joseph
- Raymond St. Jacques (VF : Henry Djanik) : Capitaine Concasseur
- Cicely Tyson : Marie-Thérèse

## Distinctions
- Golden Globes 1968 : nomination de Lillian Gish pour Meilleure actrice dans un second rôle